# Lamborghini 400 GT 2+2
Pour la première Lamborghini 400 GT, voir Lamborghini 350 GT.
La Lamborghini 400 GT 2+2 est un modèle du constructeur automobile italien Lamborghini. Elle a succédé à la Lamborghini 350 GT.
La 400 GT 2+2 est présentée en mars 1966 au salon International de Genève. Bien qu'elle dispose d'une carrosserie conçue par la Carrozzeria Touring, assez semblable à celle des 350 et 400 GT, c'est un modèle entièrement nouveau qui utilise une transmission et un différentiel estampillés Lamborghini. Ses dimensions sont d'ailleurs différentes, la longueur passe de 4 500 à 4 640 mm, le réservoir de 80 litres est en une seule pièce et non plus en deux parties comme sur la 350 et la carrosserie est en acier.
Ce seront au total 400 exemplaires, dont 23 avec caisse aluminium, qui seront fabriqués entre 1966 et 1968 avant que la 400 GT 2+2 ne soit remplacée par la Lamborghini Islero.